# Wupperthal
Wupperthal is een plaats in de Zuid-Afrikaanse gemeente Cederberg in de provincie West-Kaap. Wupperthal telt ongeveer 4000 inwoners en ligt ongeveer 200 km ten noordoosten van Kaapstad.
Wupperthal werd in 1829 gesticht in opdracht van het Rijnlands Zendingsgenootschap door Theobald von Wurmb en Johann Gottlieb Leipoldt die afkomstig waren uit het in de dal van de Wupper gelegen Barmen. Wupperthal kreeg zijn naam al honderd jaar voor de Duitse stad Wuppertal zijn naam kreeg.
De vroegere missiepost is uitgegroeid tot een regionaal centrum met winkels, een school, een kliniek en een schoen- en handschoenfabriek waar de traditionele Veldskoene worden geproduceerd. Rond Wupperthal zijn plantages aanwezig voor rooibosthee.